# Piotr Ponomariov
Piotr Ponomariov es un deportista soviético que compitió en judo. Ganó una medalla de bronce en el Campeonato Mundial de Judo de 1981, en la categoría de –65 kg.

## Palmarés internacional
| Campeonato Mundial | Campeonato Mundial        | Campeonato Mundial | Campeonato Mundial |
| Año                | Lugar                     | Medalla            | Categoría          |
| ------------------ | ------------------------- | ------------------ | ------------------ |
| 1981               | Maastricht (Países Bajos) | Medalla de bronce  | –65 kg             |